# Raymond T. Baker
Pour les articles homonymes, voir Baker et Raymond Baker.
Raymond Thomas Baker (22 novembre 1878 - 28 avril 1935) est un homme d'affaires américain qui est directeur de la Monnaie des États-Unis de 1917 à 1922.

## Jeunesse
Baker naît à Eureka, dans le Nevada, le 22 novembre 1878. Il est le fils de George Washington Baker, avocat principal de la Southern Pacific Railroad, et de Mary Agnes (née Hall) Baker. Son frère Cleve Baker est procureur général du Nevada.
Il fait ses études à l'université du Nevada, à Reno, puis à l'université de Stanford.

## Carrière
Après l'université, Baker se lance dans l'exploitation de mines d'or, étant l'un des premiers investisseurs actifs à Rawhide (en), au Nevada. Il devient un homme riche lorsqu'il vend ses concessions. Il s'installe ensuite dans l'Est et entretient une brève relation amoureuse avec Elinor Glyn. Baker s'intéresse depuis longtemps à la réforme des prisons et, en 1911, alors que son frère Cleve Baker est procureur général du Nevada, Raymond T. Baker devient directeur de la prison d'État du Nevada (en), poste qu'il occupe du 1er février 1911 au 10 mai 1912.
En 1915, Baker se rend en Russie pour devenir le secrétaire confidentiel de George T. Marye Jr. (en), l'ambassadeur des États-Unis en Russie. Pendant qu'il est au service de la diplomatie, il effectue l'un des plus longs voyages de messagers jamais enregistrés, arrivant à Washington avec des dépêches de l'ambassadeur Marye en passant par la Finlande et l'Angleterre, puis retournant, après une escale de deux ou trois jours dans la capitale, à Petrograd en passant par la Californie et la Sibérie.
À son retour de Russie, le président Woodrow Wilson le nomme directeur de la Monnaie des États-Unis en 1917. Baker occupe ce poste de mars 1917 à mars 1922,.
Lors des élections sénatoriales de 1926, Baker se présente au poste de sénateur du Nevada sous l'étiquette démocrate, mais il est battu par le sénateur républicain sortant, Tasker Oddie (en).

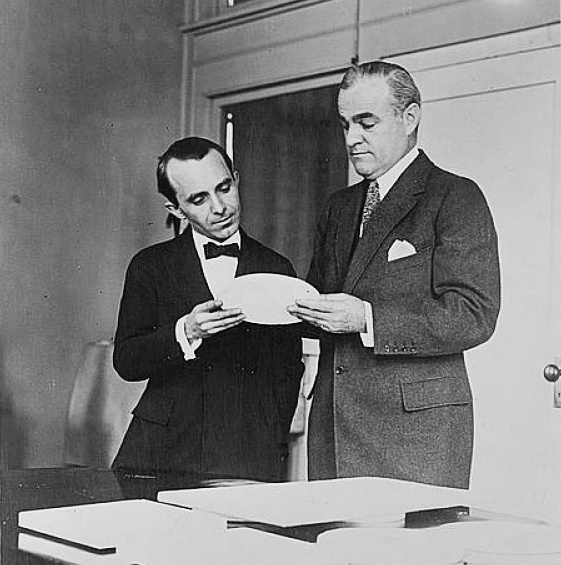
Raymond T. Baker et Anthony de Francisci inspectant le modèle du nouveau dollar en argent.

## Vie privée
Le 12 juin 1918, il épouse Margaret (née Emerson) Vanderbilt (1886-1960) à Homewood, à Lenox, dans le Massachusetts. Margaret, fille et héritière d'Isaac Edward Emerson (en) (le « roi du Bromo-Seltzer (en) »), est la veuve d'Alfred Gwynne Vanderbilt. Lors du mariage, son témoin est le sénateur américain Key Pittman. Avant leur divorce le 1er octobre 1928 à Reno, après dix ans de mariage, ils sont les parents de Gloria Mary Baker (1920-1975).
Le 4 décembre 1928, il se marie une seconde fois avec Delphine (née Dodge) Cromwell (1899-1943), fille d'Anna Thompson Dodge et d'Horace Elgin Dodge, l'un des deux cofondateurs de la Dodge Motor Company,. Une autre fille, Anna Ray Baker (1933-2001), naît de ce mariage.
Baker meurt d'une thrombose coronaire le 28 avril 1935 à Washington, DC, environ trois mois après avoir subi une crise cardiaque. Il est incinéré et ses cendres sont enterrées avec sa famille au cimetière de Mountain View, à Oakland, en Californie.